# 橘右之吉
橘 右之吉（たちばな うのきち、本名：吉田 秀男、1950年1月23日 - ）は橘流寄席文字・江戸文字書家。寄席文字橘会理事。若手真打噺家との雑俳の会「つ花連」や、投扇興「綾香連」にも属する。文京区伝統工芸会会員、文京区技能名匠者（平成25年度～）。

## 経歴
16歳の時に橘流寄席文字家元・橘右近に師事し、1969年、19歳で正式な一門継承者として認められ「橘右之吉」の筆名を認可される。神社や寺などで見かけるミニ千社札は右之吉が考案したものである。（出典：（株）文字プロ、裏側に「文字プロ」のロゴがないものは彼の作品ではない）また、近年は彼が考案し、柘植の板に漆で文字を書いた「消し札」と呼ばれる携帯ストラップが人気を得ている。
寄席文字の直弟子に橘吉也。
生家は浅草の宝船熊手の製造販売元「よし田」。熊手職人の吉田啓子は母、吉田京子は妹。浅草・鷲神社の酉の市での熊手の販売時には、「よし田」での購入者に、右之吉の寄席文字直筆で名前を書いた名札を入れるサービスを行なっている。
長男はドイツ語の通訳・翻訳家でプランナーの吉田真祐。海外公演の際は通訳としてサポートをしている。また2009年には橘右之吉因維納と称したイベントを開催。日墺修交140周年に際し、在オーストリア日本国大使館での展覧会、ウィーン大学での講演、ウィーン日本人学校での記念授業をプロデュースしている。
2024年2月に開催された「高円寺演芸まつり」では、「橘右之吉の仕事 寄席文字、江戸文字と色紙コレクション」が座・高円寺のギャラリーアソビバで展示された。

## 主な作品および筆耕歴
- 国立劇場ポスター
- 国立演芸場ポスター
- 大江戸温泉物語
- デニーズジャパン新業態店舗「七福弁天庵」
- 柴又帝釈天
- 浅草鷲神社
- 坂東三津五郎丈襲名祝い掛け行灯
- 中村勘三郎丈襲名招木
- 平成中村座ニューヨーク公演 (2004)
- 平成中村座ニューヨーク公演 (2007)
- 平成中村座ベルリン公演 (2008)
- 赤坂大歌舞伎 (2008)
- 平成中村座松本公演 (2008)
- 平成中村座名古屋公演 (2009)
- 橘右之吉因維納 "Tachibana Unokichi in Vienna" (2009)
- やごの会 欧州歌舞伎公演 (2016)[7]

- 週刊現代連載「サラかん」（作・中原まこと　画・高井研一郎）タイトル題字(1999~)
- ミナトレナトス「私の八月十五日」（編・私の八月十五日の会）題字(2004)
- ちくま文庫「東京の江戸を遊ぶ」（著・なぎら健壱）装丁と題字(2005
- メディアクラフト牡牛座「桂三枝創作落語大全集」（著・桂三枝（現・六代桂文枝））題字(2004)
- 小学館　和樂「中村勘三郎、襲名！特集」タイトル題字(2005)
- 小学館ビッグコミック「席亭インコ（画・土山しげる）」増刊号タイトル題字(2006)
- ちくま文庫「決定版・上方芸能列伝」（著・澤田隆治）装丁と題字(2007)
- コミックヨシモト「桂三枝の上方落語へいらっしゃ〜い』（作・桂三枝（現・六代桂文枝）　画・高井研一郎）タイトル題字(2007)
- 東京新橋組合（料亭と芸者の組合）による浅草寺への奉納提灯の文字「志ん橋」（2004・2020）[8]

## インタビュー記事
- ANA 翼の王国(WINGSPAN)　JAPANESE THINGS [ Brush With the Post] (Storyby Kim Schuefftan)  (2001)
- 新潮社「職人ワザ！」（著・いとうせいこう）(2006)

## マスメディア
- 週刊宝島「江戸文字」（記・木村和久）(2003)
- ぴあ月刊カラフル「モノが伝える中村勘三郎襲名披露」(2005)
- 二玄社 助六「粋に遊ぶ」（文・浅原須美）(2005)
- フジサンケイ　ビジネスアイ「パソコンには奪えぬ仕事」（記・堀口葉子）(2008)
- NHKBSハイビジョン「襲名・坂東三津五郎」(2001)
- NTV「ぶらり途中下車の旅」（旅人・阿藤快）(2006)
- BS11　大人の自由時間「なぎら開宝計画」(2008)
- NHK 「美の壷」(2010)

## 関連人物
- なぎら健壱
- 中村勘三郎
- 坂東三津五郎
- 赤塚不二夫
- ちばてつや
- 高井研一郎
- 橘右近
- 橘右橘
- いとうせいこう
- 唐沢寿明
- 山口智子

## その他の情報
- 『新しい勘三郎　楽屋の顔（文藝春秋）』によれば、中村勘三郎は、襲名前に勘三郎のサインを習得しようと、彼に一年の集中稽古を頼み、楽屋での空き時間に教わっていたという。
- 坂東三津五郎の著書『粋にいなせに三津五郎（ぴあ）』によれば、過度の高所恐怖症らしく、二段ベッドの上段にも寝る事ができないらしい。
- 坂東三津五郎の著書「粋にいなせに三津五郎（ぴあ）」によると、一緒に旨いものを食べ歩く「五季の会」というサークル活動をしている。
- 俳優の唐沢寿明は、共演者によると「白い巨塔」「浪人街」など、芝居の都度「消し札」を橘右之吉に依頼し、お世話になったスタッフや共演者に、公演タイトルと各々の氏名が入った札を、打ち上げ記念に贈呈しているという。
- 読売新聞社「第18回読売広告大賞2001」によると、社会・環境部門「優秀賞」を受賞した三井不動産の15段新聞広告「隅田川大花火」の制作チーム欄に、イラストレーターとして加わった橘右之吉の表記がある。
- 週刊朝日の内館牧子の連載「暖簾にひじ鉄」に、コラムニストの中野翠が、橘右之吉に「古今亭志ん朝」と寄席文字を書いてもらい、それを柄に京都で帯を誂え、志ん朝さんのお墓参りにしめて行きたい、との文章がある。
- なぎら健壱はその昔、橘右之吉に寄席文字を習っていたことがある。
- 近年は山口智子プロデュースのもと、いとうせいこう、荒井修と共に"中目黒かきつばた"にて暦作成委員会というイベントを定期的に開催している。